# Barbie Vacation Adventure
Barbie: Vacation Adventure è un videogioco d'avventura e vede Barbie in un viaggio educativo attraverso gli USA. Una versione per il Sega Genesis era stata programmata, ma è stata cancellata prima della pubblicazione.

## Modalità di gioco
La schermata scorre orizzontalmente come in molti videogiochi a piattaforme.
Nello Wyoming, Barbie va in campeggio e nella sua dimora in California si riposa; nello Iowa, va a festeggiare un carnevale in maschera ed aiuta i festeggiati a trovare un maiale scomparso; in Florida, va in spiaggia a giocare pallavolo e scuba diving; in Texas, Barbie gioca con i suoi ferri da cavallo.
Il gioco è parte della collezione Sega Club, disegnato appositamente per giocatrici, ed è possibile interpretare anche la sua migliore amica Midge se si gioca in due.